# Північна Канада

Північна Канада

Північна Канада (англ. Northern Canada, фр. Nord canadien) або Північ — регіон на півночі Канади, який складається із трьох адміністративних одиниць: Північно-західні території, Юкон та Нунавут. Регіон також включає Північний Квебек і Лабрадор.
Територія Північної Канади — 3 921 739 км², що складає приблизно 39,3% усієї території Канади. Населення регіону — 101 310 (2006) осіб, що складає лише близько 0,3% населення Канади.

## Території
У 1925 році Канада заявила про свої права на територію Арктики між 60 ° W and 141 ° W [1] довготи, і на північ до Північного полюса: всі острови в цьому районі є територією Канади і її територіальними водами. Визнання територіальних домагань ускладнюється розбіжностями в законодавствах. Наприклад, Канада і СРСР (потім і Росія) розділили Арктику по секторам до Північного полюса, а Сполучені Штати Америки не визнають поділу на сектори і ніколи не претендували на територію арктичного архіпелагу Аляски. 
Уряд Канади стверджує, що прохід входить в канадські внутрішні води тому, що він знаходиться всього лише в 20 кілометрах від островів Канадського арктичного архіпелагу; США заявляють, що це міжнародні води. Глобальне потепління може зробити прохід придатним для судноплавства і негативно вплине на екологічний стан цього району, що турбує уряд Канади. Точно такі ж суперечки ведуться з Данією щодо приводу острова Ганса, в протоці Нареса на захід від Гренландії, що може загрожувати суверенності Канади в Арктиці.

## Сучасний стан
За останні 20 років (а особливо за п'ять останніх) цей район переживає економічний бум поряд з іншими канадськими провінціями. У деяких містах спостерігається невелике зростання населення, чого не було протягом кількох десятиліть. Йеллоунайф став центром алмазної промисловості Канади (країна посіла третє місце в світі з виробництва алмазів). У місті з'явилося ще одне нове для півночі явище - міський силует і хмарочоси.
Також в результаті «алмазного буму» середній дохід на душу населення становить 95 000 доларів.
За підсумками перепису населення Канади за 2006 рік, на трьох територіях вперше в канадській історії проживало трохи більше 100 000 чоловік.

## Демографія
Регіон малонаселений. Станом на 2006 рік, чисельність населення складає всього лише 101,310 чоловік , які живуть на території, за площею більшою, ніж Західна Європа. Територія багата на корисні копалини, але в більшості випадків їх видобуток нерентабельний і небезпечний для навколишнього середовища. Хоча і відсоток ВВП на душу населення більший, ніж де-небудь ще в Канаді, регіон залишається відносно бідним, в основному через високу вартість життя і цін на товари народного споживання, тому регіон досить сильно субсидується Урядом Канади. Близько 51% населення трьох території складають індіанці, інуїти, перші нації або метиси. Інуїти є найбільшою групою корінних народностей в Північній Канаді, 59% всіх канадських інуїтів живуть тут, причому на території Нунавут їх частка становить 50%.  У регіоні також проживають кілька груп індіанців, в основному це представники народності Chipewyan. На кожній з трьох території проживає більше представників корінних народностей, ніж де-небудь ще в Канаді. Тут також багато іммігрантів з різних кінців світу; з усіх території, в Юконі проживає найбільший відсоток не пов'язаних історично з країною жителів.

## Географія
Північна Канада складається із морського льоду і тундри до верхньої межі лісу. Географічні регіони Північної Канади включають гірську систему Кордильєри Арктики (англ. Arctic Cordilerra) та ті частини канадського щита, які охоплюють Арктичну низовину й Низовину Гудзонової затоки.
У той час, як більша частина Арктики - це територія вічної мерзлоти і тундри, вона оточена різними геологічними районами: Іннуітскімі горами, пов'язаними з системою гір Арктичних Кордильєр, геологічно відрізняються від арктичних районів (в основному, складаються з низовин). Арктична низовина і низовину Гудзонової затоки включають в себе основну частину географічного регіону, часто розглядається як частина Канадського щита (in contrast to the sole geological area). Грунт, в основному, складається з вічної мерзлоти, що робить будівництво важким і часто небезпечним заняттям, сільське господарство практично неможливо.
Арктичний вододіл відводить воду з північних районів Манітоби, Альберти, Британської Колумбії, з більшої частини Північно-західних територій і Нунавута, a також з деяких районів Юкону в Північний Льодовитий океан, в тому числі в Море Бофорта і Море Баффина. Крім річки Маккензі, найдовшої річки в Канаді, цей вододіл майже не використовувався для гідроенергетики. Ключовими об'єктами вододілу є річки Піс і Атабаска, а також Велике Ведмеже і Велике Невільниче (два найбільших озера в Канаді). Кожне з цих озер з'єднується з річкою Маккензі, таким чином збирає більшість водних стоків Арктичного вододілу.